# Strømsgodset Idrettsforening
Lo Strømsgodset Idrettsforening, meglio noto come Strømsgodset, o Godset dai sostenitori, è una associazione polisportiva norvegese con sede nella città di Drammen. Molto nota è la squadra calcistica maschile, che milita nella Eliteserien, la massima serie del campionato norvegese di calcio. Il club è stato fondato il 10 febbraio 1907.
Il 5 giugno 2018, in occasione dell'amichevole con l'Under 19 della Norvegia, la squadra di calcio ha schierato per 20 minuti la leggenda dell'atletica Usain Bolt con la maglia numero 9.58 in onore del suo record mondiale, ma il suo contributo non è servito molto alla squadra, che ha perso 1-0.

## Allenatori e presidenti
| Allenatori - 1952 Yngvar Lindbo-Hansen - 1953 Karl Olav Dahlbak - 1954 Johan Wiig - 1955-1959 Gunnar Hovde - 1960 Kåre Nielsen - 1961 Erling Carlsen - 1962 Gunnar Hovde - 1963-1966 Einar Larsen - 1967 Ragnar Nikolay Larsen - 1968 Asmund Sandli - 1969-1970 Einar Larsen - 1971 Steinar Johansen - 1972 Knut Osnes - 1973-1974 Erik Eriksen - 1975 Einar Larsen - 1976-1977 Thorodd Presberg - 1978 Arild Mathisen - 1979 Steinar Pettersen - 1980-1982 Terje Dokken - 1983-1984 Einar Sigmundstad - 1985 Bjørn Odmar Andersen - 1986 Erik Eriksen - 1987 Terje Dokken e Tore Fyrand - 1988 Terje Dokken - 1989-1990 Einar Sigmundstad e Harald Ramsfjell - 1991 Tor Røste Fossen e Einar Sigmundstad - 1992 Hallvar Thoresen - 1993-1998 Dag Vidar Kristoffersen - 1999 Jens Martin Støten - 2000-2002 Arne Dokken - 2003-2004 Vidar Davidsen - 2005 Anders Jacobsen - 2006-2007 Dag-Eilev Fagermo - 2008-2014 Ronny Deila - 2014-2015 David Nielsen - 2015-2016 Bjørn Petter Ingebretsen - 2016-2018 Tor Ole Skullerud - 2018-2019 Bjørn Petter Ingebretsen - 2019-2021 Henrik Pedersen | Presidenti - 1936 Erling Halvorsen - 1937-1938 Anun Strøm Sundland - 1939-1940 Åge Smedberg - 1945-1947 Georg Nilsen - 1952-1953 Anun Strøm Sundland - 1954 Aamund Olaussen - 1955-1960 Fritz Hansen - 1961 Vebjørn Haugo - 1962-1970 Fritz Hansen - 1971 Arne Muggerud - 1972 Josef Mathisen - 1973 Tore Nilsen - 1974-1975 Yngvar Hansen - 1976-1977 Tore Nilsen - 1978-1979 Rolf Wendt Andresen - 1980-1981 Åge Kjeksrud - 1982-1983 Jarle Stærkeby - 1984 Rolf Wendt Andresen - 1985 Jan Høsøien - 1986 Jarle Stærkeby - 1987 Rune Marthinsen - 1988-1990 Frank Hovland - 1991 Jarle Johannessen - 1992-2002 Odd Kirkebø - 2003 Arne Dokken - 2004-oggi Terje Lysthaug |

## Palmarès

### Competizioni nazionali
- Campionato norvegese: 2

1970, 2013
- Norgesmesterskapet: 5

1969, 1970, 1973, 1991, 2010
- 1. divisjon: 1

2006

### Competizioni giovanili
- Norgesmesterskapet G19: 1

2023

### Altri piazzamenti
- Campionato norvegese:

Secondo posto: 2012, 2015
Terzo posto: 1969, 1972, 1997
- Coppa di Norvegia:

Finalista: 1993, 1997, 2018
Semifinalista: 2016, 2021-2022
- 1. divisjon:

Secondo posto: 2000

## Organico

### Rosa 2025
Rosa aggiornata al 20 marzo 2025.
| N. |                     | Ruolo | Calciatore             |
| -- | ------------------- | ----- | ---------------------- |
| 1  | Norvegia (bandiera) | P     | Viljar Myhra           |
| 2  | Islanda (bandiera)  | D     | Ari Leifsson           |
| 3  | Norvegia (bandiera) | D     | Sondre Fosnæss Hanssen |
| 4  | Norvegia (bandiera) | D     | Thomas Grøgaard        |
| 5  | Norvegia (bandiera) | D     | Bent Sørmo             |
| 7  | Norvegia (bandiera) | C     | Halldor Stenevik       |
| 8  | Kosovo (bandiera)   | C     | Kreshnik Krasniqi      |
| 9  | Norvegia (bandiera) | A     | Elias Hoff Melkersen   |
| 10 | Norvegia (bandiera) | C     | Herman Stengel         |
| 11 | Norvegia (bandiera) | A     | Jostein Ekeland        |
| 14 | Norvegia (bandiera) | C     | Ole Kristian Enersen   |
| 15 | Norvegia (bandiera) | C     | Andreas Heredia-Randen |
| 18 | Ghana (bandiera)    | C     | Ernest Boahene         |
| 19 | Norvegia (bandiera) | A     | Albert Thorsen         |

| N. |                     | Ruolo | Calciatore               |
| -- | ------------------- | ----- | ------------------------ |
| 20 | Ghana (bandiera)    | C     | Emmanuel Danso           |
| 21 | Iraq (bandiera)     | C     | Marko Farji              |
| 22 | Norvegia (bandiera) | C     | Jonas Therkelsen         |
| 23 | Norvegia (bandiera) | C     | Eirik Ulland Andersen    |
| 24 | Norvegia (bandiera) | P     | Eirik Holmen Johansen    |
| 25 | Norvegia (bandiera) | D     | Jesper Taaje             |
| 26 | Norvegia (bandiera) | D     | Lars Christopher Vilsvik |
| 27 | Norvegia (bandiera) | D     | Fredrik Kristensen Dahl  |
| 28 | Norvegia (bandiera) | D     | Eirik Blikstad           |
| 30 | Norvegia (bandiera) | D     | Fabian Holst-Larsen      |
| 40 | Norvegia (bandiera) | P     | Morten Sætra             |
| 71 | Norvegia (bandiera) | D     | Gustav Valsvik           |
| 77 | Norvegia (bandiera) | A     | Marcus Mehnert           |
| –– | Islanda (bandiera)  | D     | Logi Tómasson            |